# Ruine Schadburg
Die Burgruine Schadburg ist die Ruine einer Höhenburg oberhalb des Dorfes Ringgenberg auf der Strecke nach Niederried in der Schweizer Gemeinde Ringgenberg im Kanton Bern.

## Geschichte
Die Burg scheint in mehreren Bauschritten im 12. Jahrhundert gebaut worden zu sein. Es gibt jedoch keine urkundliche Erwähnung der Schadburg bis 1240. Von der Lage der Burg ausgehend, scheint sie der Sicherung und Kontrolle des Weges zwischen Brienz und Interlaken gedient zu haben.
Gemäss der Legende soll der Freiherr Kuno von Ringgenberg im 13. Jahrhundert mit dem Bau eines Kerkers begonnen haben. Bevor er jedoch den Bau beenden konnte, wurde er ermordet.

## Bilder

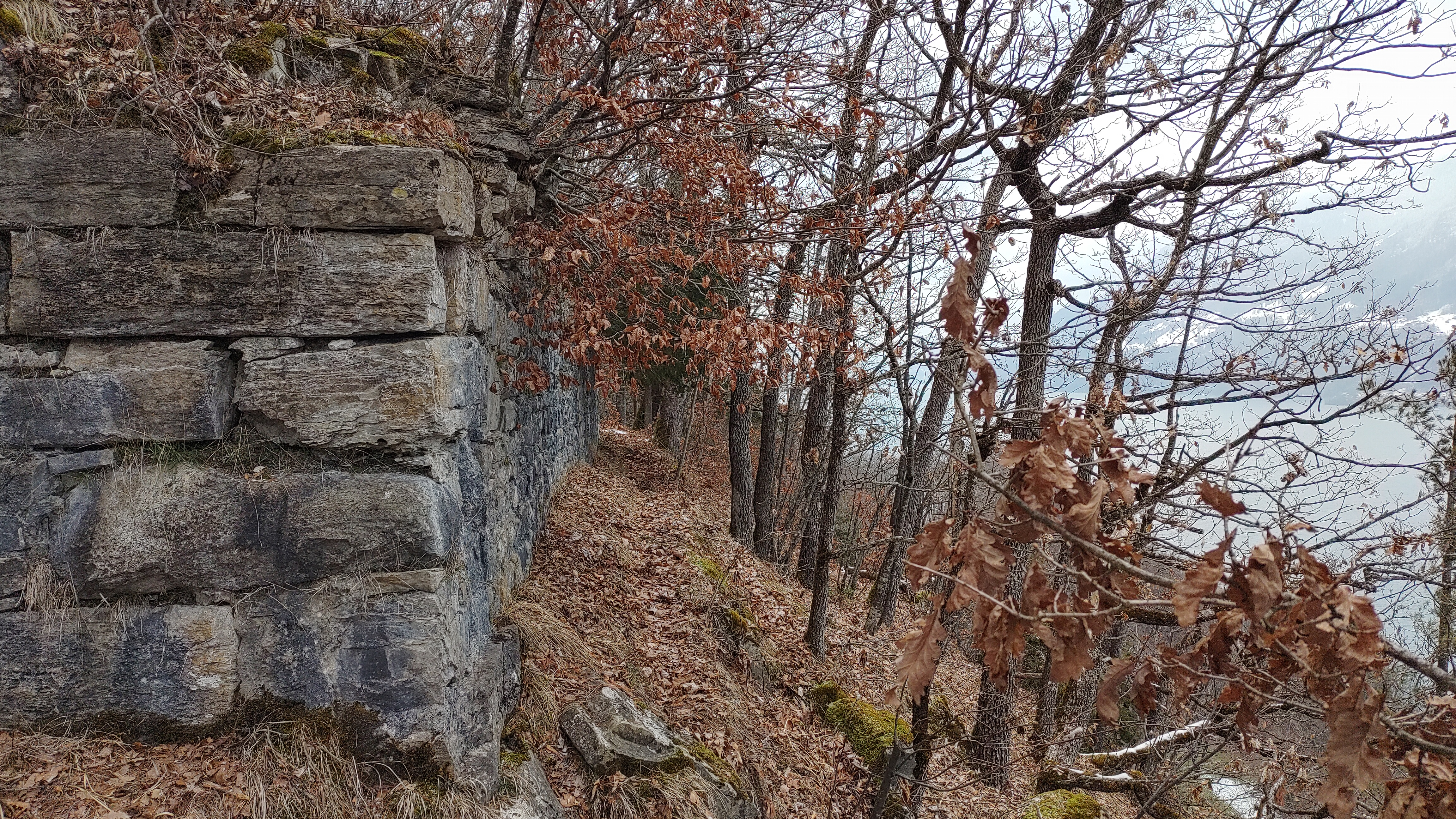
Nordöstliche Blickrichtung
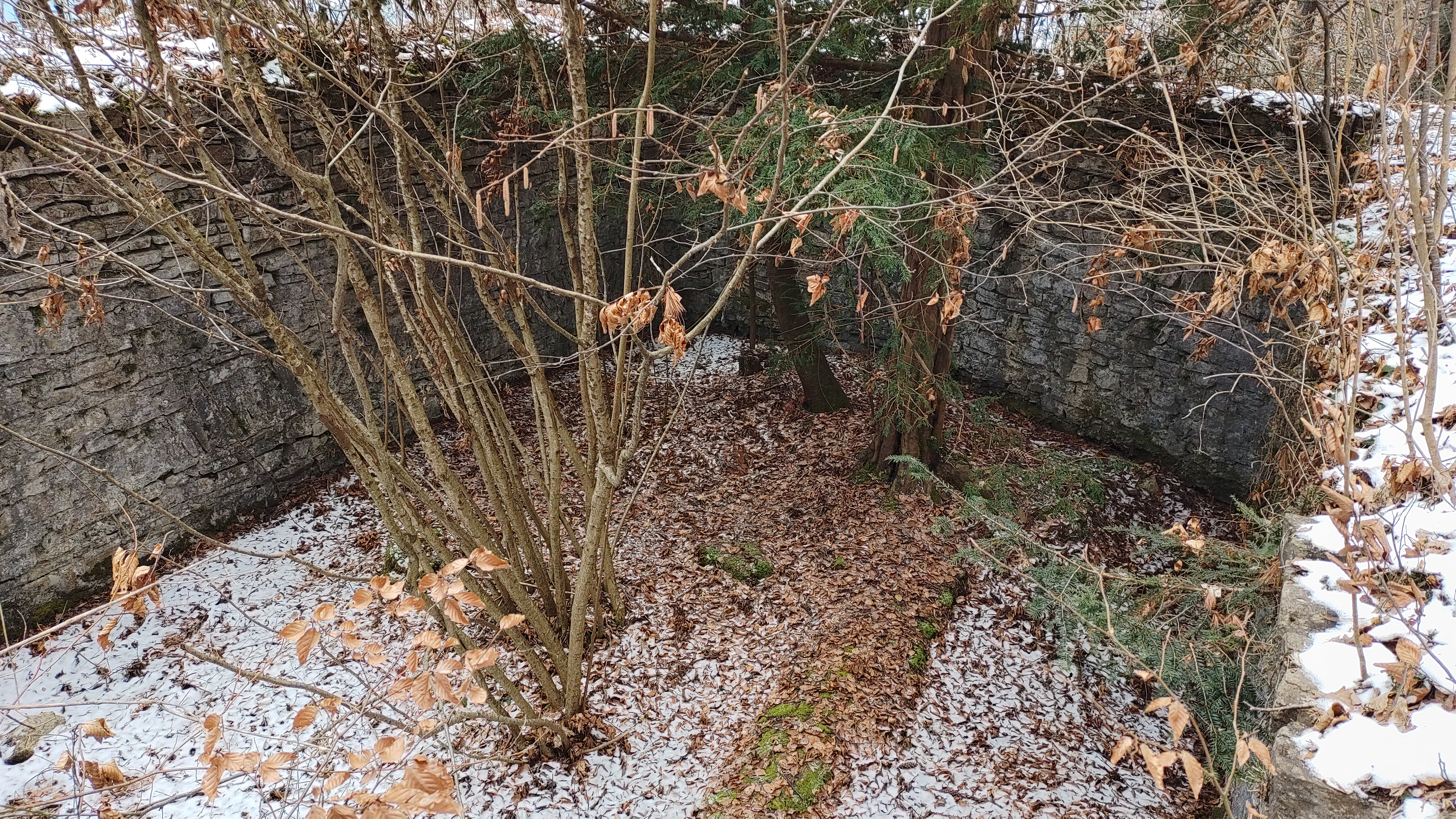
Innenhof
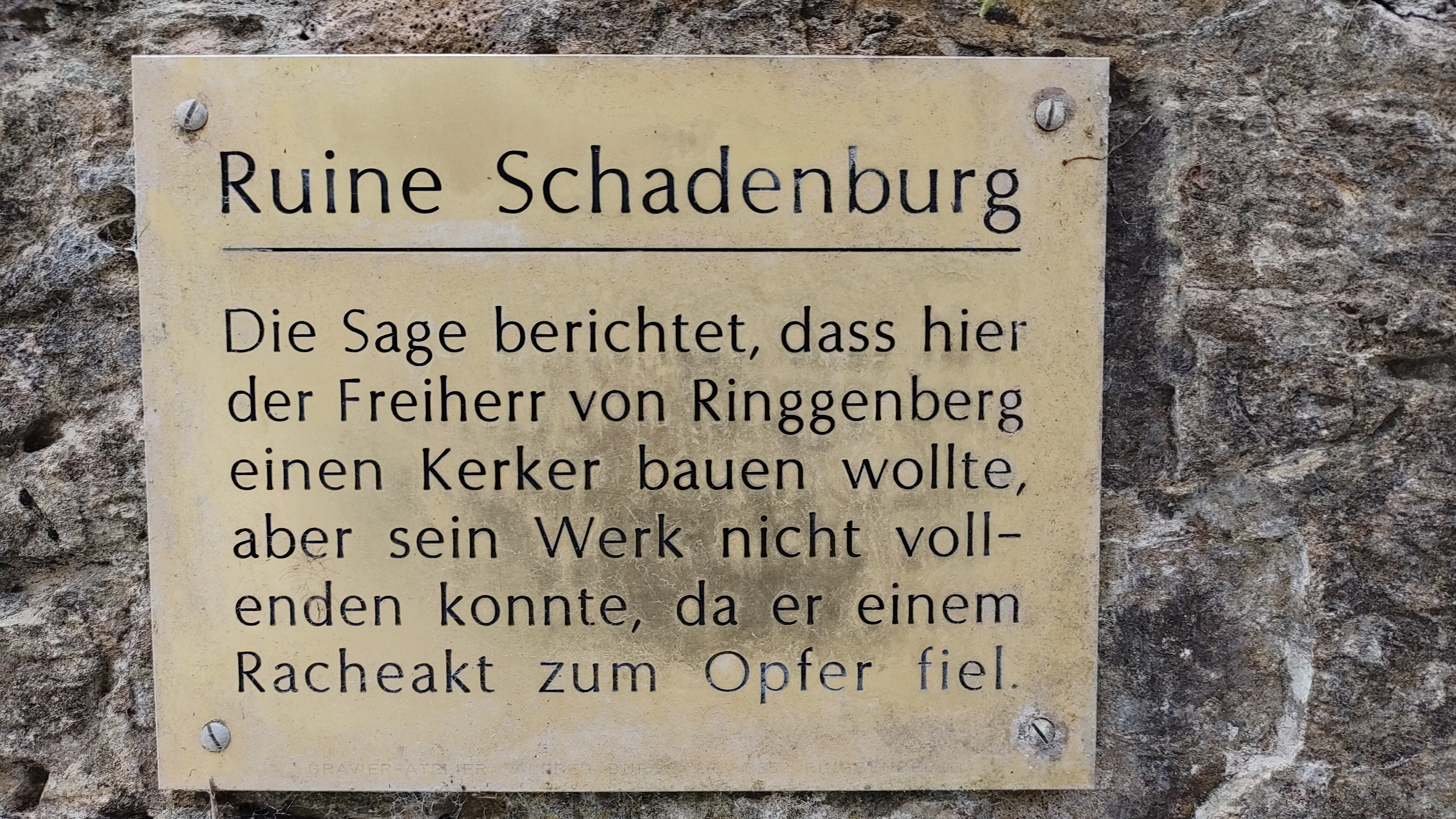
Infotafel